# Heinz Bauer (Diplomat)
Heinz Bauer (* 11. April 1929; † 16. Mai 1992) war ein deutscher Diplomat. Er war von 1981 bis 1986 Botschafter der DDR in der Mongolischen Volksrepublik.

## Leben
Bauer, von Beruf Pädagoge, wurde Mitglied der Sozialistischen Einheitspartei Deutschlands (SED). Er studierte an der Deutschen Akademie für Staats- und Rechtswissenschaft in Potsdam und am Institut für Internationale Beziehungen in Moskau.
Er trat 1960 in den diplomatischen Dienst der DDR ein und wurde 1961 Mitarbeiter der Botschaft in der Volksrepublik China in Peking. Von 1963 bis 1964 war er Vizekonsul in Schanghai. Von 1964 bis 1966 fungierte er als Sektorenleiter im Ministerium für Auswärtige Angelegenheiten der DDR (MfAA). Anschließend war er bis 1973 als Mitarbeiter des ZK der SED beschäftigt. 
Von 1973 bis 1977 folgte eine Tätigkeit als Botschaftsrat  und stellvertretender Leiter der Botschaft in der Volksrepublik China und von 1977 bis 1980 als stellvertretender Leiter der Abteilung Ferner Osten des MfAA. Von September 1981 bis Dezember 1986 wirkte er als Botschafter in der Mongolischen Volksrepublik. Seine Amtszeit begann mit der Überreichung des Beglaubigungsschreibens an den mongolischen Staatschef Jumdschaagiin Tsedenbal und endete nach fünf Jahren mit dem Abschiedsbesuch bei dessen Nachfolger Dschambyn Batmönch. Seine letzte Funktion im diplomatischen Dienst der DDR war von 1987 bis 1990 die des Generalkonsuls in Leningrad.
Bauer starb nach kurzer schwerer Krankheit im Alter von 63 Jahren.

## Auszeichnungen
- 1973 Vaterländischer Verdienstorden in Bronze
- 1980 Orden „Banner der Arbeit“ Stufe II
- 1989 Orden „Stern der Völkerfreundschaft“ in Silber